# Apollonios z Aten

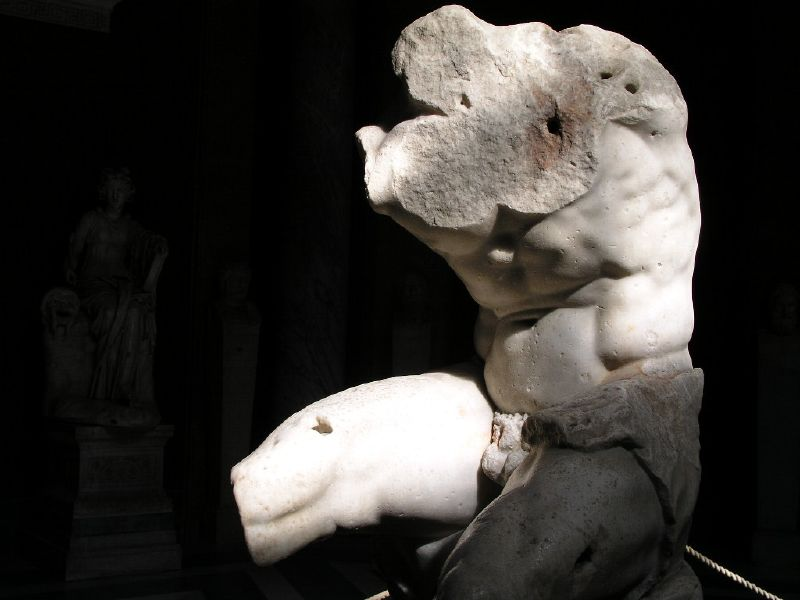
Tzw. Tors Belwederski Apolloniosa

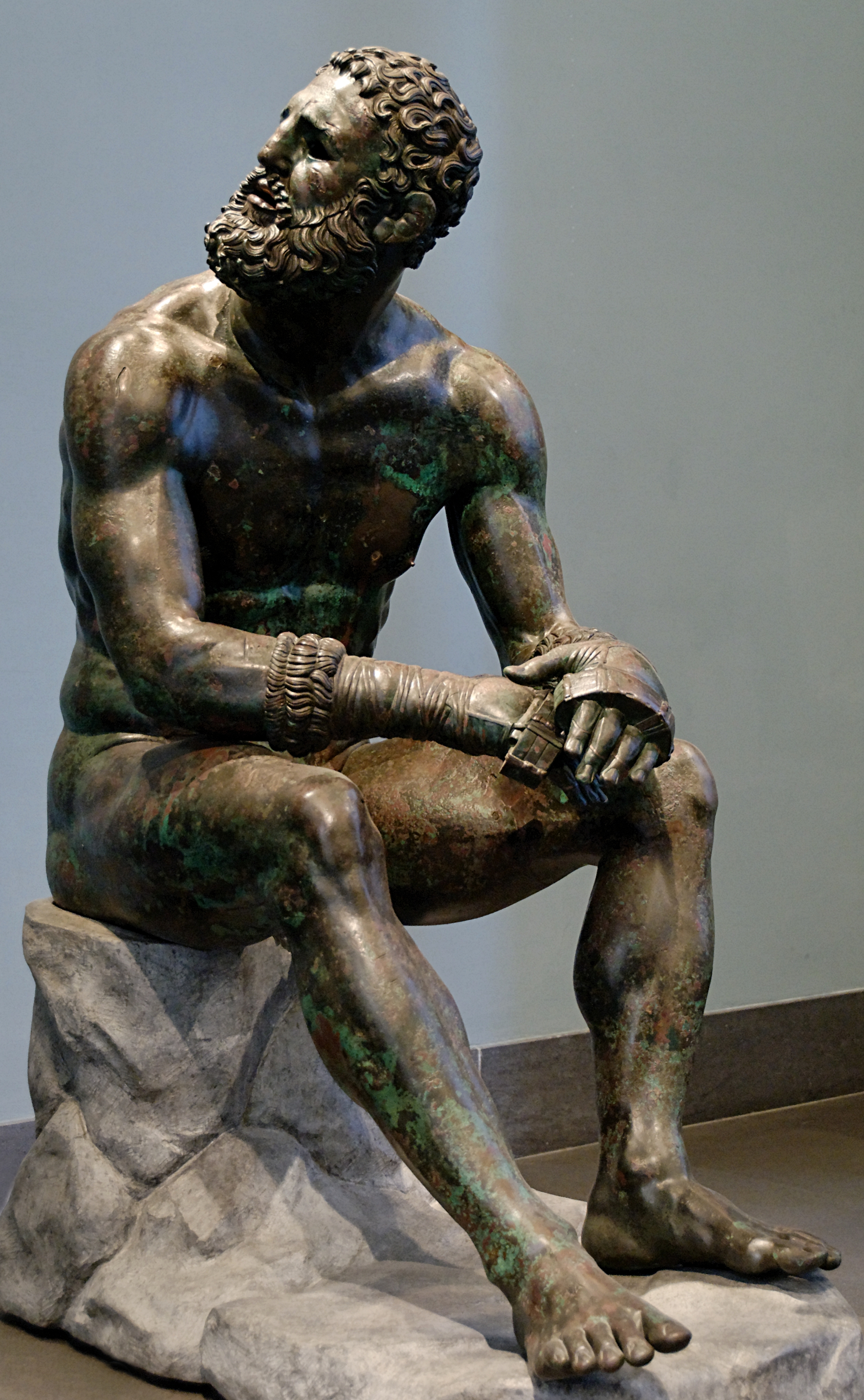
Posąg odpoczywającego boksera

Apollonios z Aten – rzeźbiarz grecki, działający w II/I wieku p.n.e.
Znany jako syn Nestora z Aten. Przyjmuje się, że jako artysta czynny był w pierwszej połowie I wieku p.n.e. lub na przełomie II i I w. p.n.e. Jego sygnaturę noszą dwa znakomite dzieła: jednym jest marmurowy Tors Belwederski (o wysokości 1,59 m), przechowywany w Muzeach Watykańskich (Museo Pio-Clementino), na którym zachowała się inskrypcja: Ἀπολλώνιος Νέστορος Ἀθηναῖος ἐποίει (wykonał Apollonios syn Nestora Ateńczyka). Drugi to wykonany w brązie posąg Odpoczywający pięściarz (wys. 1,28 m), znaleziony w 1884 w Rzymie, a obecnie eksponowany w Museo Nazionale Romano (delle Terme) w Rzymie – na którym również wyryte zostało imię artysty.
Miał on być także twórcą posągu satyra (zwanego też Heraklesem albo Asklepiosem), odnalezionego w okresie renesansu w ruinach Term Agrypy i należącego do architekta Antonia San Gallo, a następnie umieszczonego w rzymskim Palazzo Massimo.